# Baisers cachés
Baisers cachés (em inglês:  Hidden Kisses; bra: Beijos Escondidos) é um telefilme francês de 2016 dirigido por Didier Bivel sobre o processo de revelação de dois adolescentes gays.

## Elenco
- Bérenger Anceaux como Nathan
- Jules Houplain como Louis
- Patrick Timsit como Stéphane
- Barbara Schulz como Corinne
- Bruno Putzulu como Bruno
- Catherine Jacob como Catherine
- Lisa Kramarz como Laura

## Enredo
Nathan, 16 anos, mora com seu pai viúvo, Stéphane. Pouco depois de chegar a uma nova escola, uma escola secundária provincial, Nathan é convidado para uma festa de aniversário, onde alguém o fotografa enquanto ele beija Louis, um menino de sua turma. Apenas o rosto de Nathan é reconhecível na foto postada no Facebook, causando escândalo na escola. Vítima de um bando de valentões, ele se recusa por amor a revelar a identidade do outro garoto. Stéphane, que também viu a foto, descobre que seu filho é homossexual. Sem saber como reagir, teme perder a cumplicidade que tinha com o filho.
No ensino médio, Nathan enfrenta violência física e  verbal por parte de seus colegas de classe, apesar dos esforços de seu professor de inglês, Tristan, que tenta fazer com que seus alunos enfrentem seus preconceitos sobre a homossexualidade. Tristan pede ajuda à sua colega Catherine, uma lésbica não declarada, mas ela está extremamente relutante, consciente da hostilidade e da violência que ela mesma sofreu quando era estudante.
No final da aula de educação física, Nathan é atacado por vários de seus colegas, incluindo Louis, o outro garoto que Nathan beijou na festa de aniversário. Louis, apesar de estar namorando Laura há um ano, tem um longo histórico de luta contra sua própria orientação sexual, tudo por causa de seu pai claramente homofóbico, Bruno. Nathan ferido, foge da escola e volta para casa onde seu pai fica horrorizado ao ver seu filho com o rosto ensanguentado, ele entende que este precisa dele mais do que nunca. A partir desse momento, Nathan e seu pai começam a redescobrir o entendimento anterior. Nathan retorna ao ensino médio e Catherine, vendo seu rosto inchado, decide contar aos alunos da turma de Natan a história (sua própria) de uma garota lésbica, dizendo que é preciso coragem para se aceitar. Louis escuta, mas não reage enquanto Nathan confronta seus valentões na frente de todos, acusando-os de serem covardes. Nathan não tem mais medo deles.
Os pais de Louis descobrem a homossexualidade do filho consultando seu PC e seu pai furioso e odioso confisca seu computador e celular e repreende violentamente o filho por se entregar ao que ele considera um desvio. Apavorado, Louis tenta convencer seus pais de que seu beijo com Nathan foi apenas uma provocação. Eles parecem inclinados a acreditar nele, mas quando seu pai Bruno descobre as ligações de seu filho para Nathan ele fica furioso. Enquanto isso, Nathan continua ignorando as ligações de Louis e interrompe todo contato com ele. Nathan não consegue perdoar Louis por estar entre aqueles que o espancaram. Renegado pelos pais que decidem ignorá-lo, Louis foge de casa e vê Laura pela última vez, antes de tentar suicídio atirando-se do alto de uma fábrica abandonada, onde costumava se encontrar com Nathan. Louis liga para Nathan, anunciando que quer se suicidar também por se arrepender de ter batido nele. Nathan e seu pai chegam bem a tempo e salvam Louis.
Stéphane decide receber Louis em casa durante a noite. Ele arruma uma cama na sala, mas Louis, sem conseguir dormir, entra furtivamente no quarto de Nathan. Ambos falam longamente sobre sua homossexualidade e as consequências que isso teve em suas vidas, especialmente na de Louis. Os dois adolescentes acabam adormecendo nos braços um do outro. Stéphane descobre isso no meio da noite. Embora esteja disposto a aceitar a homossexualidade do filho, ele ainda não está preparado para vê-lo assim e vai ver sua colega Patrícia. Ao sair, Patrícia pede que ele fique e os dois colegas passam a noite juntos.
De volta para casa, Stéphane conversa com Nathan e Louis e informa que notificou os pais de Louis. Bruno vem buscar o filho e o tranca no quarto para evitar que ele entre em contato com Nathan. Antes de ir trabalhar, Bruno proíbe a mãe de Louis, Corinne, de falar com o filho. No entanto, Corinne recusa a ordem do marido, não querendo continuar a maltratar ainda mais o filho, e arromba a porta do quarto de Louis. Mais tarde, ela vai ao consultório médico onde trabalha seu marido Bruno e tenta em vão fazê-lo entender que não é Louis quem precisa mudar. Corinne traz Louis e seu irmão mais novo, Theo, para casa com os pais. Louis liga para Laura para contar a verdade sobre seu amor por Nathan.
É hora de Nathan e Louis viverem seu amor abertamente, eles se encontram na estação e se beijam na frente de todos: chega de beijos escondidos, as observações de alguns transeuntes os deixam completamente indiferentes.

Louis retorna algum tempo depois para participar do torneio de boxe para o qual seu pai o treinou. O pai, ausente no início do torneio, acaba assistindo à partida do filho, mas sai pouco antes do final. Louis se junta a ele e ele pergunta se não tem orgulho do filho, mas Bruno vai embora sem dizer uma palavra. O pai de Nathan explica a ele que talvez ele precise de mais tempo.